# 로고레도역
로고레도역 (Rogoredo)은 밀라노 지하철 3호선의 역이다. 1991년 5월 12일에 문을 열었다.
역 구조는 2면 2선의 지하 역이다. 잔 바티스타 카시니스 로에 위치해 있으며, 바로 지상에는 밀라노 로고레도 역이 있다. 밀라노 시 내에 위치해 있고 로고레도 지역을 커버한다.

## 환승
역 근처에는 ATM이 운영하는 버스 정류장이 있으며, 경유 노선은 다음과 같다.
- 77
- 88
- 88/
- 95번 바로나 구 (Quartiere Barona) - 로고레도 FS
- 140 산 도나토 밀라네세 (Martiri di Cefalonia) - 세스토 U. - 치베시오 - 포아스코 - 로고레도 FS

밀라노 동남부 교외로 가는 버스 노선은 다음과 같다.
- z411번 산 도나토  - 세탈라 - 멜초

로고레도 역은 철도역과도 연결되는데 트레노르드와 트레니탈리아가 운행하는 도시간 지역 노선, 트레니탈리아와 NTV가 운행하는 장거리 노선, 트레노르드가 운영하는 시외 노선을 이용할 수 있다.
- S1 사론노 - 로디
- S2 마리아노 코멘세 - 밀라노 로고레도
  - S12
- S13 밀라노 보비사 - 파비아

## 시설
이 역에는 다음과 같은 시설이 있다.
- 장애인 접근시설
- 엘리베이터
- 에스컬레이터
- 매표기
- 역 감시카메라